# Sentença aberta
Na matemática, uma sentença aberta ( equação aberta ou inequação aberta) é descrita assim porque seu valor não pode ser determinado até que suas variáveis sejam substituídas por números específicos, quando seu valor geralmente pode ser determinado (e, portanto, a sentença deixa de ser considerada como "aberta"). Essas variáveis podem assumir valores reais ou complexos, dependendo da igualdade ou desigualdade em questão. Os valores que produzem uma igualdade ou desigualdade verdadeira são chamados soluções, e "satisfazem" a igualdade/desigualdade.
Na lógica matemática, uma fórmula aberta é uma fórmula que contém variáveis livres. (Note que na lógica, uma "sentença" é uma fórmula sem variáveis livres. Uma fórmula é "aberta" se ela não contém quantificadores). Ao contrário das fórmulas fechadas, que contêm constantes, fórmulas abertas não expressam proposições, pois elas não são verdadeiras nem falsas. Assim, a fórmula "{\displaystyle x} é um número" (I) não tem valor verdade. A fórmula é satisfeita por qualquer objeto que, escrito no lugar da variável, vai formar uma sentença verdadeira. Assim, "5" satisfaz (I). Qualquer sentença que resulte de uma fórmula é dito ser um substituto da fórmula. Logo, "5 é um número" é um substituto de (I). Tais substituições são conhecidas como soluções para a sentença.
Uma identidade é uma sentença aberta para a qual cada número é uma solução.

## Exemplos
1. {\displaystyle 3x-9=21}, cuja única solução para x é de 10;
2. {\displaystyle 4x+3>9}, cujas soluções para x são todos números maiores do que 3/2;
3. {\displaystyle x+y=0}, cujas soluções para x e y são todos os pares de números que são inversos aditivos;
4. {\displaystyle 3x+9=3(x+3)}, cujas soluções para x são todos números.
5. {\displaystyle 3x+9=3(x+4)}, que não tem uma solução.

O exemplo 4 é uma identidade.
Os exemplos 1, 3 e 4 são igualdades, enquanto o exemplo 2 é uma desigualdade.
O exemplo 5 é uma contradição.
Cada sentença aberta abre, geralmente implicitamente, um universo de discurso descrevendo quais números estão sendo considerados como soluções. Por exemplo, no exemplo 2, {\displaystyle 1,6} é uma solução se o universo de discurso são todos os números reais, mas não é se o universo de discurso são apenas os números inteiros. Neste caso, apenas os números inteiros maiores do que 3/2 são soluções: 2, 3, 4, e assim por diante. Por outro lado, se o universo de discurso consiste de todos os números complexos, então o exemplo 2 não faz muito sentido. Uma identidade só é necessária para manter os números em seu universo de discurso.
Este mesmo universo de discurso pode ser usado para descrever as soluções para a sentença aberta em lógica simbólica usando quantificadores universais. Por exemplo, a solução para o exemplo 2 acima seria:
Para todo {\displaystyle x}, {\displaystyle 4x+3>9} se e somente se {\displaystyle x>3/2}.
Aqui, a expressão "para todo" implicitamente requer um universo de discurso para especificar quais objetos matemáticos são "todas" as possibilidades de x. A ideia pode ainda ser generalizada para as situações em que as variáveis não se referem a números, como numa equação funcional. Por exemplo:
{\displaystyle f*f=f}, que diz que {\displaystyle f(x)*f(x)=f(x)} para cada valor de x. Se o universo de discurso é constituído por todas as funções da reta real R para si mesmo, então as soluções para f são todas as funções cujos valores sejam um ou zero. Mas, se o universo de discurso é constituído por todas as funções contínuas de R para si mesmo, então as soluções para f são apenas as funções constantes com valor um ou zero.